# Серж Танкян
Серж Танкя́н (англ. Serj Tankian; вірм. Սերժ Թանգյան; * 21 серпня 1967, Бейрут, Ліван) — вірмено-американський співак, поет, активіст і мульти-інструменталіст.
Фронтмен, вокаліст, клавішник, ритм-гітарист альтернативного метал-гурту «System of a Down».

У 2002 році разом з Томом Морелло заснував некомерційну суспільно-політичну організацію Axis of Justice (Вісь справедливості).

За час своєї музичної кар'єри, Танкян випустив п'ять альбомів з System of a Down, один спільний альбом з Арто Тунчбояджяном під назвою Serart, а також 3 сольні альбоми в період з 2007 по 2012 роки.

## Біографія
Серж народився у Лівані 21 серпня 1967 та провів там дитинство. У віці 8 років разом із батьками та молодшим братом Севаком він переїхав до Лос-Анджелеса, де почав займатися музикою у  вірменській школі «Rose & Alex Philibosi», одночасно вивчаючи маркетинг.
У Лос-Анджелесі він долучився до великої  вірменської спільноти. У нього є власний лейбл Serjical Strike Records, а крім того він опублікував свою книгу віршів «Cool Gardens». Серж оплачував перші видання книги за рахунок своєї невеликої фірми з виробництва  програмного забезпечення «Ultimate Solutions».
У 1994 Танкян познайомився з  Дароном Малакяном, разом вони організували групу «System of a Down», до складу якої увійшов також барабанщик  Енді (Андранік) Хачатурян (потім через розбіжності він пішов з гурту). Згодом Танкян і Малакян знайомляться з Шаво Одаджяном, який на той час працював у банку і вчився у тій же музичній школі, що і Серж. Тимчасово він став їх менеджером, але пізніше кинув роботу і став бас-гітаристом. Таким чином відбулося створення групи «System of a Down», до складу якої увійшов також барабанщик Джон Долмаян. . Так виходить у світ альбом «Mezmerize», а потім і «Hypnotize».
Сольний проект Сержа Танкяна — його дебютний альбом «Elect The Dead», що складається як зі старих пісень, які з тих чи інших причин не увійшли до репертуару System Of A Down, так і абсолютно нового матеріалу — вийшов 23 жовтня 2007 року. На концертний тур на підтримку свого альбому Танкян зібрав склад, який називався Serj Tankian And The FCC. Тур на підтримку альбому розпочався 12 жовтня 2007 року у Чикаго.
Серж Танкян брав участь у записі альбому «Profanation» групи  Білла Ласвелл «Praxis», що вийшов в 2008 році.
На початку 2010 року Серж випускає першу пісню під симфонічний оркестр. Дебютом стала пісня Empty Walls, що є флагманом у його альбомі Elect the Dead.
9 березня 2010 Серж випускає альбом з симфонічним оркестром
До кінця лютого 2011 року Серж обіцяв випустити мюзикл про Прометея. І таки випустив його . 21 вересня 2010 вийшов його новий альбом Imperfect Harmonies. Музикант пізніше випустив EP «Imperfect Remixes» (2011 рік). Це колекція реміксів на пісні з альбому «Imperfect Harmonies».
12 серпня 2011 Танкян, перед його черговим концертом у Єревані, був нагороджений медаллю прем'єр-міністра Вірменії за його внесок у визнання Геноциду вірмен і за просування вірменської музики.
На 10 липня 2012 призначена дата релізу третього сольного альбому музиканта «Harakiri». «Ми повинні працювати на межі своєї фантазії і можливостей, щоб отримувати несподівані результати. Так що реліз не буде схожий на той, що я робив раніше: він набагато більш драйвовий та панківський за своєю суттю, з різноманітними домішками — від готики до електроніки 80-х, від важкого хеві до епічної мелодики», — охарактеризував його музикант.
19 вересня 2013 Серж Танкян виступив у Києві в Палаці «Україна» з сольним концертом у супроводі українського ансамблю «Київська камерата».
У квітні 2022, після початку повномасштабного вторгнення росії в Україну Танкя́н іронічно висловився в твітері щодо західної підтримки України та викликав серйозне обурення серед українців. 

## Особисте життя
10 червня 2012 у  Малібу відбулося весілля Сержа Танкяна з Анжелою Мадатян. 24 жовтня 2014, у них народився син. Хлопчика назвали Румі.

## Цікаві факти
- Улюблені групи Сержа: «Black Sabbath», «Korn», «Metallica» та «Slayer».
- Компанія Taylor випустила іменну гітару Serj Tankian Signature Model T5 (STSM-T5) з емблемою його талісмана, який він знайшов під час турне із System Of A Down Європою.
- В одному з інтерв'ю для британської газети «The Times» Серж зізнався, що його улюблений жанр кінематографа — фільми жахів. А найулюбленішим фільмом є найбільший, на його думку, фільм жахів усіх часів — шедевр американського кінематографа «Омен».
- 26 листопада 2009 р. у прямому ефірі вірменського телебачення Серж зі своїм батьком Хачатуром Танкяном виконали вірменською мовою пісню батька[8].
- Серж Танкян — веган. В інтерв'ю з PETA він сказав, що зміна способу його життя була пов'язане з «поїданням різноманітного їстівного лайна під час гастролей», а також він зазначив, що це було «дещо інстинктивно». Крім того, він також відчуває потребу в повазі до «матері-землі»[9].
- У липні 2009 року Танкян підписав петицію PETA проти методів забою курей у бійнях KFC.[10]

## Дискографія

### System of a Down
- 1998: System of a Down
- 2001: Toxicity
- 2002: Steal This Album!
- 2005: Mezmerize
- 2005: Hypnotize

### Serart
- 2003: Serart

### Axis of Justice
- 2004: Concert Series Volume 1

### Соло
- 2007: Elect the Dead
- 2010: Imperfect Harmonies
- 2012: Harakiri
- 2012: Orca
- 2013: Jazz-iz Christ

### Сингли
- 2007: Empty Walls
- 2007: Lie Lie Lie
- 2008: Sky Is Over
- 2008: Honking Antelope
- 2009: Fears
- 2010: The Charade
- 2010: Left Of Center
- 2010: Reconstructive Demonstrations
- 2011: Goodbye — Gate 21
- 2011: Deserving?
- 2011: The Hunger (разом з Shirley Manson)
- 2012: Figure It Out
- 2012: Cornucopia
- 2012: Harakiri

## Нагороди
- В 2006, System of a Down виграли свою першу премію Греммі в номінації «Найкраще хард — рок виконання» за пісню B.Y.O.B.
- В 2006, вони виграли «MTV Good Woodie Award» за свою пісню «Question!»
- В 2006, вони були #14 в VH1 Top 40 Metal Songs з «Toxicity»
- В 2007, вони були номіновані на премію Греммі в номінації «Найкраще хард — рок виконання» за пісню Lonely Day

## Книги
- 2001: Cool Gardens (Прохолодні Сади) — це збірка віршів Сержа Танкіяна, написаних в прозі. Твори з даної книги зачіпають багато аспектів життя, різні теми і виражені у різних стилях.
- 2011: Glaring Through Oblivion (Явний через забуття) — друга книга поезії. На відміну від першої книги Glaring Through Oblivion був виданий HarperCollins і надрукований в Китаї, і випущений 22 березня, 2011.  Книга починається з прози про те, як Серж відчуває побоювання після 11 вересня.

## Спорядження
- Fender Stratocaster
- Різні Marshall 1/2 stacks
- Gibson SG
- Gibson Les Paul
- Gibson Flying V
- Roland VS-1680
- BOSS DR-202 Dr. Groove
- Ibanez Grg170dx
- BOSS GT-5 Guitar Effects Processor
- BOSS DS-1 Distortion
- BOSS CH-1 Super Chorus

- Korg Triton
- Custom First Act Double Cutaway Lola
- Roland SH-101